# Piz Blaisun
Piz Blaisun är en bergstopp i Schweiz.   Den ligger i regionen Maloja och kantonen Graubünden, i den östra delen av landet, 190 km öster om huvudstaden Bern. Toppen på Piz Blaisun är 3 200 meter över havet, eller 244 meter över den omgivande terrängen. Bredden vid basen är 1,6 km.
Terrängen runt Piz Blaisun är huvudsakligen bergig, men norrut är den kuperad. Närmaste större samhälle är St. Moritz, 11,8 km söder om Piz Blaisun. 
Trakten runt Piz Blaisun består i huvudsak av gräsmarker. Runt Piz Blaisun är det glesbefolkat, med 10 invånare per kvadratkilometer.